# Cosmorhoe otregimima
Cosmorhoe otregimima är en fjärilsart som beskrevs av Felix Bryk 1948. Cosmorhoe otregimima ingår i släktet Cosmorhoe och familjen mätare. Inga underarter finns listade i Catalogue of Life.